# Stracholissja
Stracholissja (ukrainisch Страхолісся; russisch Страхолесье Stracholesje) ist ein Dorf im Norden der ukrainischen Oblast Kiew mit etwa 700 Einwohnern (2012).
Stracholissja liegt im Rajon Wyschhorod am rechten Ufer des zum Kiewer Meer angestauten Dnepr nahe der Mündung des Teteriw und an der Grenze zur Sperrzone von Tschernobyl. Das ehemalige Rajonzentrum Iwankiw liegt 45 km südwestlich und die Hauptstadt Kiew liegt etwa 120 km südlich der Ortschaft.
Das etwa 1400 gegründete Dorf hieß zwischen 1986 und 1989 Selenyj Mys (Зелений Мис).
Am 12. Juni 2020 wurde das Dorf ein Teil der neugegründeten Siedlungsgemeinde Iwankiw, bis dahin bildete es zusammen mit dem Dorf Medwyn (Медвин) die gleichnamige Landratsgemeinde Stracholissja (Страхоліська сільська рада/Stracholiska silska rada) im Nordosten des Rajons Iwankiw.
Am 17. Juli 2020 kam es im Zuge einer großen Rajonsreform zum Anschluss des Rajonsgebietes an den Rajon Wyschhorod.